# Jaroslav Nebesář
Jaroslav Nebesář, křtěný Jaroslav Emanuel (31. července 1882 Německý Brod – 19. dubna 1958) byl český národohospodář, bankéř a právník.

## Život
Narodil se v Německém Brodě do rodiny účetního Emanuela Nebesáře a jeho ženy Albíny roz. Janáčkové. V letech 1900/1901 – 1911 studoval v Praze na Právnické fakultě Univerzity Karlovy. V roce 1915 se v pražském kostele Panny Marie Sněžné oženil s Augustou Pešinovou.
V době první republiky publikoval v Právu lidu jako ekonomický zástupce keynesiánského směru.